# Eriophorum medium
Eriophorum medium là loài thực vật có hoa trong họ Cói. Loài này được Andersson mô tả khoa học đầu tiên năm 1857.